# Рали (Илиноис)
Рали (енгл. Raleigh) град је у америчкој савезној држави Илиноис.

## Демографија
По попису из 2010. године број становника је 350, што је 20 (6,1%) становника више него 2000. године.
| Група             | 2000.       | 2010.       |
| Белци             | 327 (99,1%) | 346 (98,9%) |
| Афроамериканци    | 0 (0,0%)    | 0 (0,0%)    |
| Азијати           | 0 (0,0%)    | 0 (0,0%)    |
| Хиспаноамериканци | 1 (0,3%)    | 2 (0,6%)    |
| Укупно            | 330         | 350         |